# Urolophus flavomosaicus
Urolophus flavomosaicus is een vissensoort uit de familie van de doornroggen (Urolophidae). De wetenschappelijke naam van de soort is voor het eerst geldig gepubliceerd in 1987 door Last & Gomon.